# Reduncinae
Reduncini · Réduncinés
« Cobe » redirige ici. Ne pas confondre avec COBE ni Kobe.
Sous-famille
Synonymes
- Adenotibae (Blyth, 1863)
- Eleotraginae

Les Réduncinés (Reduncinae) sont une sous-famille de mammifères artiodactyles de la famille des Bovidés regroupant des antilopes africaines.

Dans d'autres classifications, ils correspondent à la tribu Reduncini.
Kob, ou kobe, ou cobe, ou cob, est le nom générique désignant les espèces de cette sous-famille.

L'espèce la plus connue est le Cobe à croissant (Kobus ellipsiprymnus).

## Classification
Liste des genres actuels selon l'ITIS, d'après MSW :
- Kobus A. Smith, 1840
- Pelea Gray, 1851 — le Péléa
- Redunca Hamilton Smith, 1827

Liste des genres fossiles selon BioLib :
- † Menelikia Arambourg, 1941
- † Procobus Khomenko, 1913
- † Sivacobus Pilgrim, 1939
- † Thaleroceros Reck, 1925
- † Zephyreduncinus Vrba & Haile-Selassie, 2006

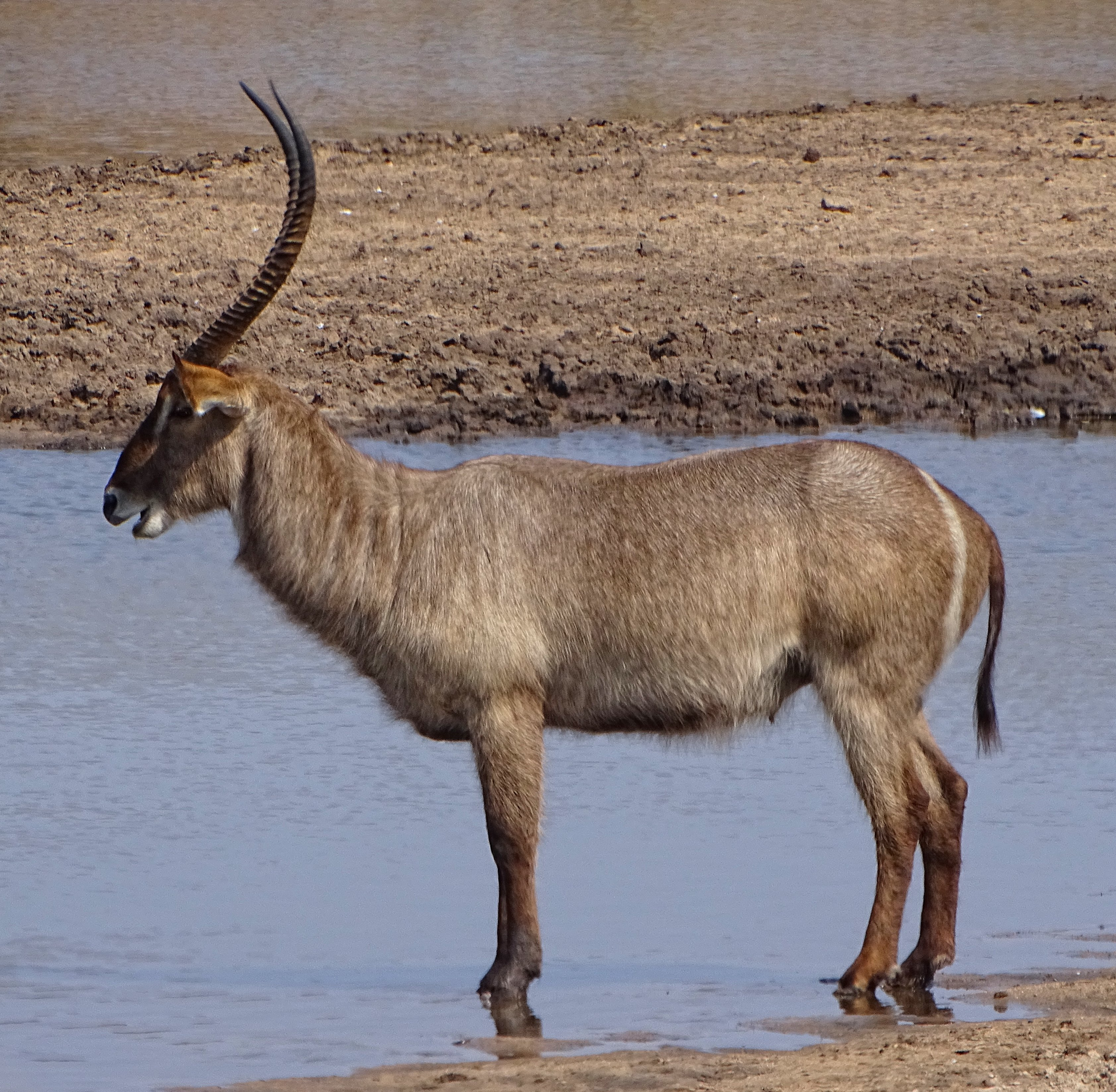
Kobus ellipsiprymnus
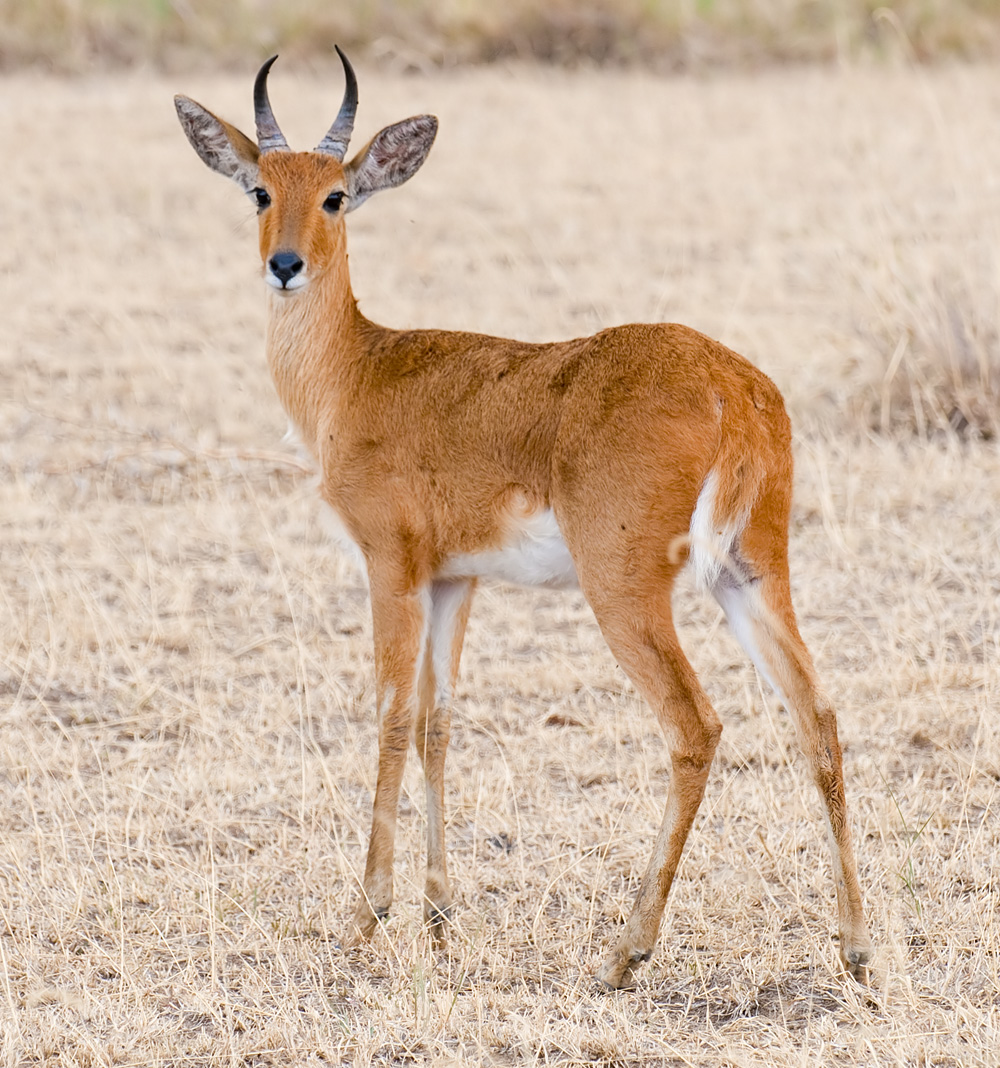
Redunca redunca
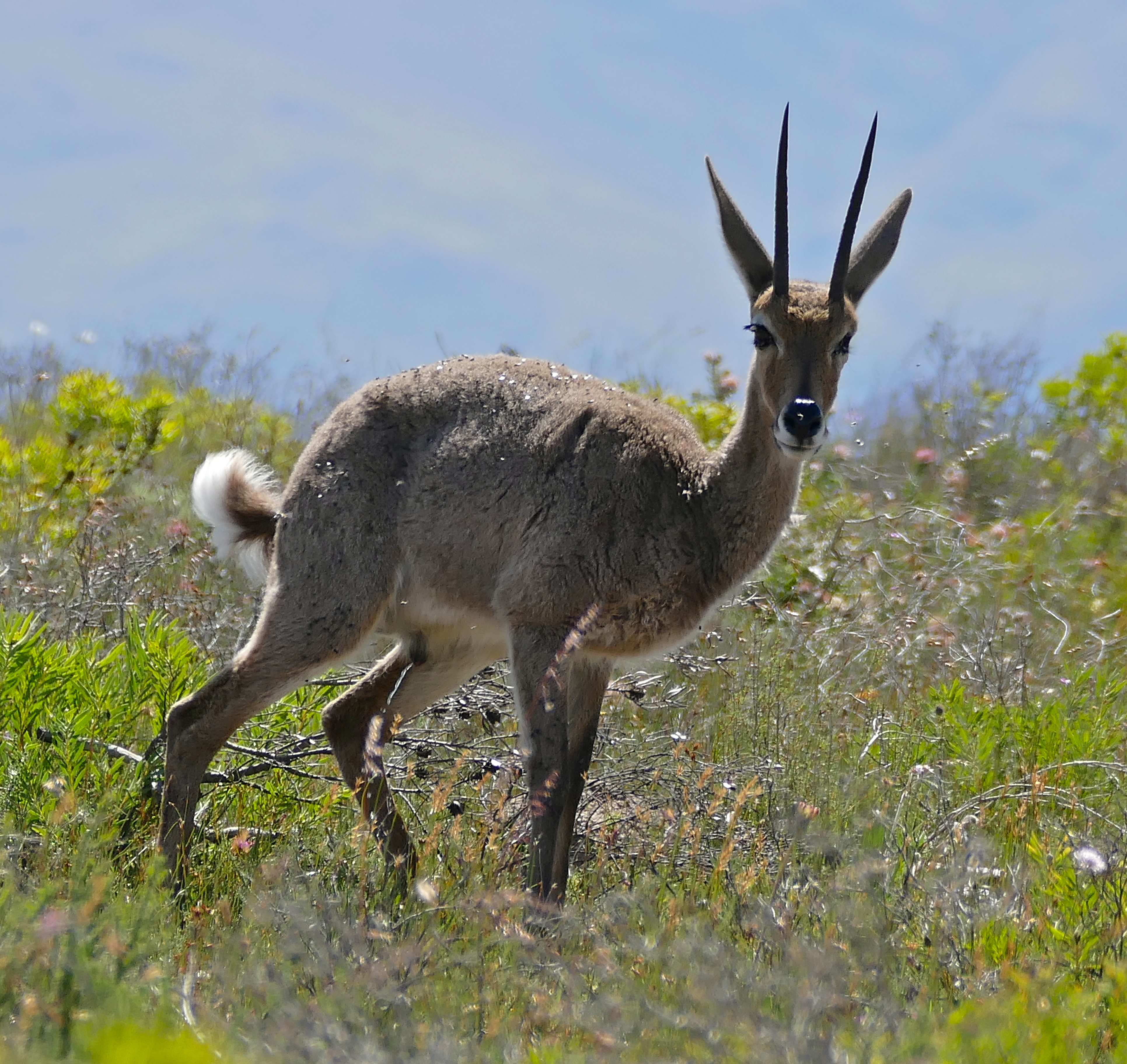
Pelea capreolus